# Karol Vály
Karol Vály (* 7. července 1951) je bývalý slovenský fotbalista, útočník. Po skončení aktivní kariéry působil jako fotbalový funkcionář v MFK Ružomberok.

## Fotbalová kariéra
V československé lize hrál za Dukla Banská Bystrica. Dal 3 ligové góly.

## Ligová bilance
| Ročník                                   | Zápasy | Góly | Minuty | Klub                  |
| ---------------------------------------- | ------ | ---- | ------ | --------------------- |
| 1. československá fotbalová liga 1977/78 | 2      | 0    | 42     | Dukla Banská Bystrica |
| 1. československá fotbalová liga 1978/79 | 20     | 3    | 805    | Dukla Banská Bystrica |
| CELKEM                                   | 22     | 3    | 847    |                       |